# Monastria similis
Monastria similis är en kackerlacksart som först beskrevs av Jean Guillaume Audinet Serville 1839.  Monastria similis ingår i släktet Monastria och familjen jättekackerlackor. Inga underarter finns listade i Catalogue of Life.